# Maladera attaliensis
Maladera attaliensis är en skalbaggsart som beskrevs av Rudolph Petrovitz 1969. Maladera attaliensis ingår i släktet Maladera och familjen Melolonthidae. Inga underarter finns listade i Catalogue of Life.